# Wild Maa
Die Wild Maa (Wilder Mann), ein kombiniertes Schlepp- und Schubboot, wurde 2016 von der Groningen Shipyard im Auftrag der Schweizerischen Rheinhäfen gebaut. Dieses Schiff kann andere Schiffe schleppen oder Leichter schieben. Ausserdem ist es auch für andere Hilfseinsätze ausgerüstet.

## Konstruktion
Die Wild Maa hat einen spitzen Bug mit einer Schubbühne. Der Antrieb erfolgt mit zwei 970 kW starken Motoren über Wendegetriebe auf zwei Propeller mit Düsen. Als Manövrierhilfe ist ein Bugstrahlruder eingebaut. Die hydraulische Ruderanlage hat vier Ruderblätter. Zur Stromversorgung sind zwei John-Deere-Generatoren eingebaut. Auf dem Vorschiff stehen zwei Koppelwinden und eine Ankerwinde. Achtern sind eine Schleppwinde und ein Hydraulikkran installiert. Das Ruderhaus kann um 3,50 m angehoben werden. Der Kran hat eine maximale Ausladung von 17 m und kann 4800 kg heben. Das Schiff hat eine Zulassung für Schlepp- und Schubdienste bis zu 6000 t Ladung auf der Strecke Basel-Birsfelden. Alle Motoren verbrennen GTL-Diesel und sind somit umweltfreundlich.

## Namensherkunft
Die Wild Maa ist nach einem heraldischen Schildhalter benannt. Siehe auch Vogel Gryff.